# Thomas Radcliffe, III conte di Sussex
Thomas Radcliffe III conte di Sussex (1525 circa – 9 giugno 1583) fu Lord luogotenente d'Irlanda durante il periodo Tudor e fu una presenza piuttosto in vista presso la corte di Elisabetta I d'Inghilterra.

## La nascita in una famiglia potente
Thomas Radlcyffe nacque attorno al 1525 da Henry Radclyffe, II conte di Sussex (1507-17 febbraio 1557), e dalla sua prima moglie, Elizabeth Howard; suo nonno materno era quindi Thomas Howard, II duca di Norfolk. Thomas non vantava un solo parente illustre: fra i suoi zii materni vi erano Thomas Howard, III duca di Norfolk, Edward Howard, William Howard, I barone Howard di Effingham ed Elizabeth Howard, madre della regina Anna Bolena.
Thomas successe al padre nel titolo di conte nel 1542 e fu designato come Visconte Fitzwalter. Cominciò la carriera servendo nell'esercito, ma nel 1551 fu chiamato a negoziare il matrimonio fra Edoardo VI d'Inghilterra e una delle figlie di Enrico II di Francia. Il segno che il suo prestigio presso la corte fosse in aumento fu testimoniato dalle Lettere patenti che gli vennero consegnate il 16 giugno 1553, dove si designava come erede del morente Edoardo sua cugina Jane Grey. La giovane non tenne il regno che per nove giorni a seguito della salita al trono di Maria I d'Inghilterra (figlia primogenita di Enrico VIII e sorellastra del defunto Edoardo); tuttavia, nonostante il suo appoggio a un partito che si era dimostrato perdente Tommaso non perdette la propria influenza: Maria gli chiese infatti di organizzare le sue nozze con Filippo II di Spagna e nell'agosto 1553 fu creato Barone FitzWalter.

## Il luogotenente d'Irlanda

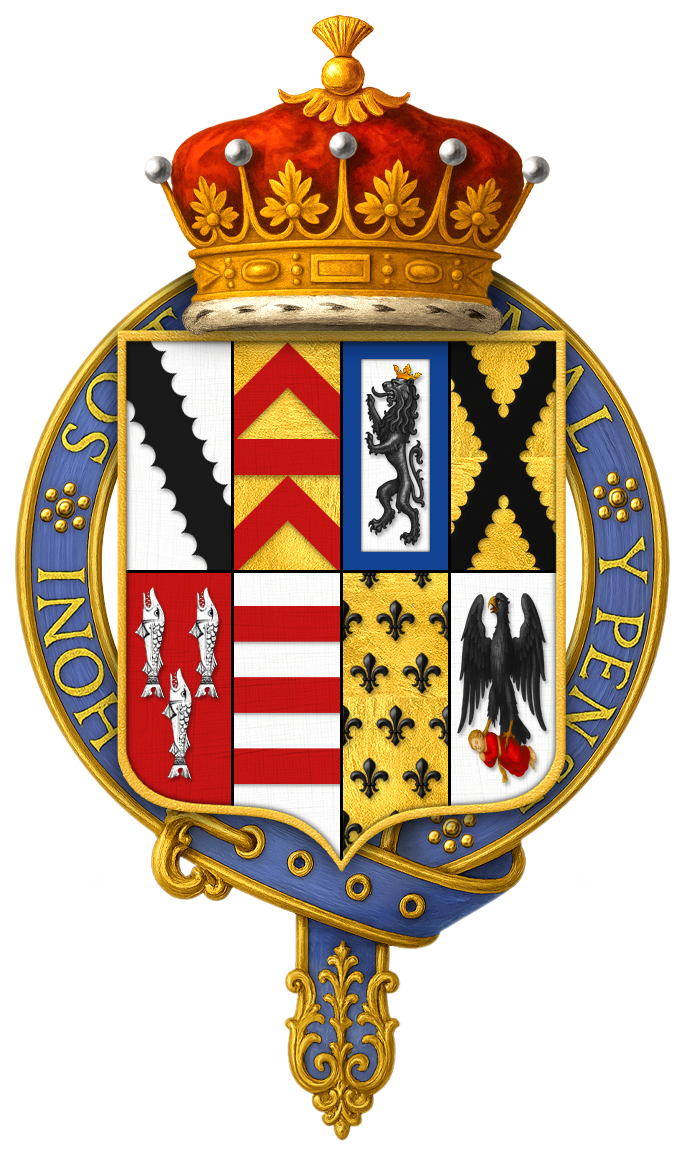
Stemma di Sir Thomas Radclyffe, III Conte del Sussex

Thomas tornò in patria nell'aprile 1556 dopo essere stato sul continente per una missione diplomatica che coinvolgeva Carlo V d'Asburgo e subito dopo venne nominato Lord luogotenente d'Irlanda. L'isola apparteneva formalmente alla corona britannica, ma di fatto era lacerata dall'interno da lotte continue fra le varie fazioni di baroni nativi che rendeva il ruolo di luogotenente particolarmente ingrato e difficile. Tali difficoltà erano aumentate dall'ignoranza degli uomini di stato inglesi circa le condizioni di vita degli irlandesi e sull'Irlanda in generale e dalla loro incapacità di escogitare un piano politico consistente e decisivo per portare l'isola sotto un sistema di amministrazione stabile.
Thomas agì una politica che gli venne ispirata da Maria, l'estirpazione di tutti i tentativi fatti da Edoardo di portare il Protestantesimo in Irlanda e la migrazione di coloni inglesi nelle terre centrali e la creazione di due contee nominate King's County e Queen's County. Prima però di dedicarsi a tutto questo Thomas dovette andare nell'Ulster che era in continuo stato di tumulto a causa degli scozzesi delle Highlands e degli irlandesi che vivevano presso Antrim e per via degli sforzi di Shane O'Neill di ampliare i suoi domini nell'Ulster.
Thomas sconfisse O'Neill e i suoi alleati e nel febbraio 1557 alla morte del padre ereditò formalmente il titolo di Conte di Sussex, in primavera tornò a Dublino dove, nel mese di giugno convocò il Parlamento. Le leggi che furono approvate dichiaravano la legittimità di Maria quale regina del Regno d'Irlanda, ripristinarono le leggi per la soppressione dell'eresia e la proibizione dell'immigrazione degli scozzesi. Una volta fatto questo Thomas cercò di dare una vera efficacia alla sua autorità ingaggiando battaglia con Donough O'Connor, che sfuggì alla cattura, e con Shane O'Neill le cui terre nella contea di Tyrone vennero devastate dagli inglesi. In più Thomas restituì il titolo di Conte di Tyrone a Hugh O'Neill. Nel giugno del 1558 Thomas dovette rivolgere la sua attenzione all'ovest dove il clan degli O'Brien aveva deprivato Connor O'Brien, III conte di Thomond dei suoi possedimenti e rifiutava di giurare fedeltà alla corona inglese. Thomas forzò la città di Limerick per offrirgli rifugio, gli ridiede il titolo di conte e proclamò gli O'Brien quali traditori. Nell'autunno dello stesso anno le continue incursioni degli scozzesi nelle gole di Antrim indussero Thomas ad intervenire con una certa veemenza, con una spedizione devastò le terre di Kintyre, le isole più meridionali delle Ebridi ed una volta arrivato a Carrickfergus diede fuoco agli accampamenti degli scozzesi presso Antrim prima di ritornare a Dublino per Natale.
Una volta lì fu raggiunto dalla notizia della morte della regina avvenuta il 17 novembre e dovette quindi tornare in patria per assistere all'incoronazione della sua sorellastra Elisabetta I d'Inghilterra nel gennaio 1559, nel mese di luglio tornò in Irlanda con l'ordine di giungere, se possibile, ad un accordo con i capi dei problematici clan O'Neill e MacDonnell. Shane O'Neill rifiutò di incontrare Thomas senza garanzie circa la sua sicurezza personale ed essendo riuscito a stabilizzare la propria influenza sull'Ulster offrì termini di pace che Elisabetta era molto riluttante ad accettare. Thomas non riuscì ad indurlo a sottomettersi in nessun modo, ne con lo scontro aperto, ne con il disonorevole tentativo di farlo assassinare.
Thomas stava preparando nuovi tentativi di approccio quando fu sostituito nell'incarico diplomatico da Gerald FitzGerald, XI conte di Kildare (1525-1585) che fu mandato da Elisabetta per aprire un negoziato con O'Neill, questi ebbe successo ed il capo irlandese andò a Londra per sottomettersi alla regina.
Una volta tornato in patria tuttavia O'Neill non si dimostrò meno bellicoso e contro di lui furono prese misure piuttosto dure, avendo ottenuto la regia approvazione nel 1563 Thomas condusse una campagna estiva che aveva Armagh come campobase, ma a parte qualche schermaglia non risolutiva e la confisca di buona parte degli armenti di O'Neill non si ottenne altro. Il suo continuo fallimento nel sottomettere il bellicoso capo irlandese spinse Thomas a chiedere alla regina di essere richiamato in patria, cosa che gli venne concessa nel maggio 1564.

## Lord Ciambellano
In ogni caso gli anni trascorsi in Irlanda non erano stati vani, Thomas era stato il primo uomo di stato inglese ad estendere la propria autorità oltre i confini del Pale, la sua idea di far immigrare degli inglesi nell'Offaly e Leix a partire dal 1562 aveva dato qualche frutto e benché avesse fallito nell'estendere la propria autorità su gran parte dell'isola era riuscito comunque a raggiungere zone remote quali Thomond ed Antrim dove l'influenza dei Sept nativi era stata fino ad allora del tutto priva di interferenze. Le lettere che egli spediva in patria mostrano come avesse compreso quali erano i problemi con cui si doveva confrontare e le soluzioni che dovevano essere intraprese per risolversi ed il suo fallimento fu forse causato dalla mancanza di risorse che aveva a disposizione più che da una sua deficienza quale uomo di stato.
Al suo ritorno in patria Thomas, che prima aveva dovuto sopportare l'indegnita di un'inchiesta sulla sua amministrazione voluta dai suoi nemici, si pose all'opposizione contro Robert Dudley, I conte di Leicester, specialmente per quanto concerneva il suo possibile matrimonio con Elisabetta. Questa sua presa di posizione non gli inimicò la regina che nel 1566 gli chiese di portare avanti i negoziati per altre possibili unioni che egli caldeggiava quale per esempio quella con Carlo II d'Austria. Il progetto però fallì ed egli tornò da Vienna a Londra nel 1568 e nel mese di luglio fu nominato Lord Presidente del Nord dell'Inghilterra, una posizione che l'anno seguente lo fece confrontare con la Rivolta dei papisti. La scarsità di forze a sua disposizione rese necessaria una certa cautela che generò qualche sospetto circa la sua lealtà, sospetti aumentati dalla moderazione che consigliò di usare alla regina. Tuttavia nel 1570 egli invase la Scozia e razziò la contea di Dumfries forzando i ribelli a sottomettersi. Nel 1572 Thomas fu nominato Lord Ciambellano e rimase alla corte di Elisabetta quale suo consigliere fino alla morte avvenuta il 9 giugno 1583.

## Il matrimonio e i figli
Thomas si sposò due volte, la prima con Elizabeth Wriothesley (1536 circa-16 gennaio 1554) attorno al 1º novembre 1545, da cui non ebbe figli e la seconda con Frances Radlcyffe, Contessa del Sussex (1531-1589) anche da lei non ebbe figli ed alla sua morte il titolo andò al fratello Henry Radclyffe, IV conte di Sussex 10 aprile o 14 dicembre 1530-19 gennaio 1593).